# Strigoderma festiva
Strigoderma festiva är en skalbaggsart som beskrevs av Bates 1888. Strigoderma festiva ingår i släktet Strigoderma och familjen Rutelidae. Inga underarter finns listade i Catalogue of Life.